# Endeis ghaziei
Endeis ghaziei är en havsspindelart som beskrevs av Rajagopal, A. 1963. Endeis ghaziei ingår i släktet Endeis och familjen Endeididae. Inga underarter finns listade i Catalogue of Life.